# Rolleicord

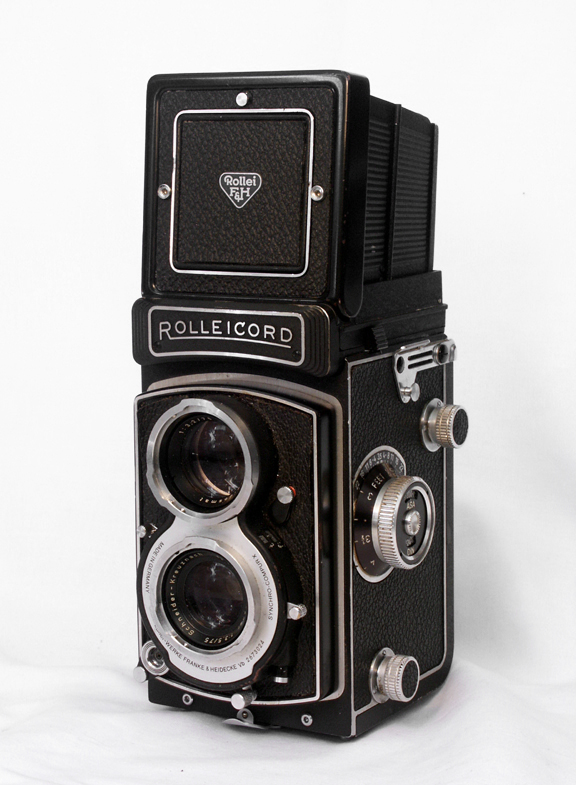
Rolleicord Vb Tipo 3 "White Face," la última Rolleicord

Rolleicord era una línea de cámaras réflex de objetivos gemelos de formato medio. Fabricada por Franke & Heidecke (después conocida como Rollei) entre los años 1934 y 1976. Es una versión simplificada de las Rolleiflex, fabricada para aficionados que querían un cámara fotográfica de gran calidad pero no podían permitirse una Rolleiflex. Variados modelos fueron fabricados, las versiones más recientes y modernas son más apreciadas (Rolleicord III - rolleicord Vb).
La primera Rolleicord, introducida en noviembre de 1933, era la Rolleicord I. Era una versión simplificada de la Rolleiflex estándar, con un objetivo Zeiss Triotar, y un sistema de avance de película que eliminaba la manivela.

Las variantes posteriores (desde Rolleicord III) sustituyeron el Objetivo Zeiss Triotar por Zeiss Tessar y Schneider Xenar, que también estaban disponibles en modelos de Rolleiflex (Automat, T, 2.8A). Las Rolleicord nunca dispusieron de variantes con objetivos f2.8 ni fotómetro.